# Michaela Noll

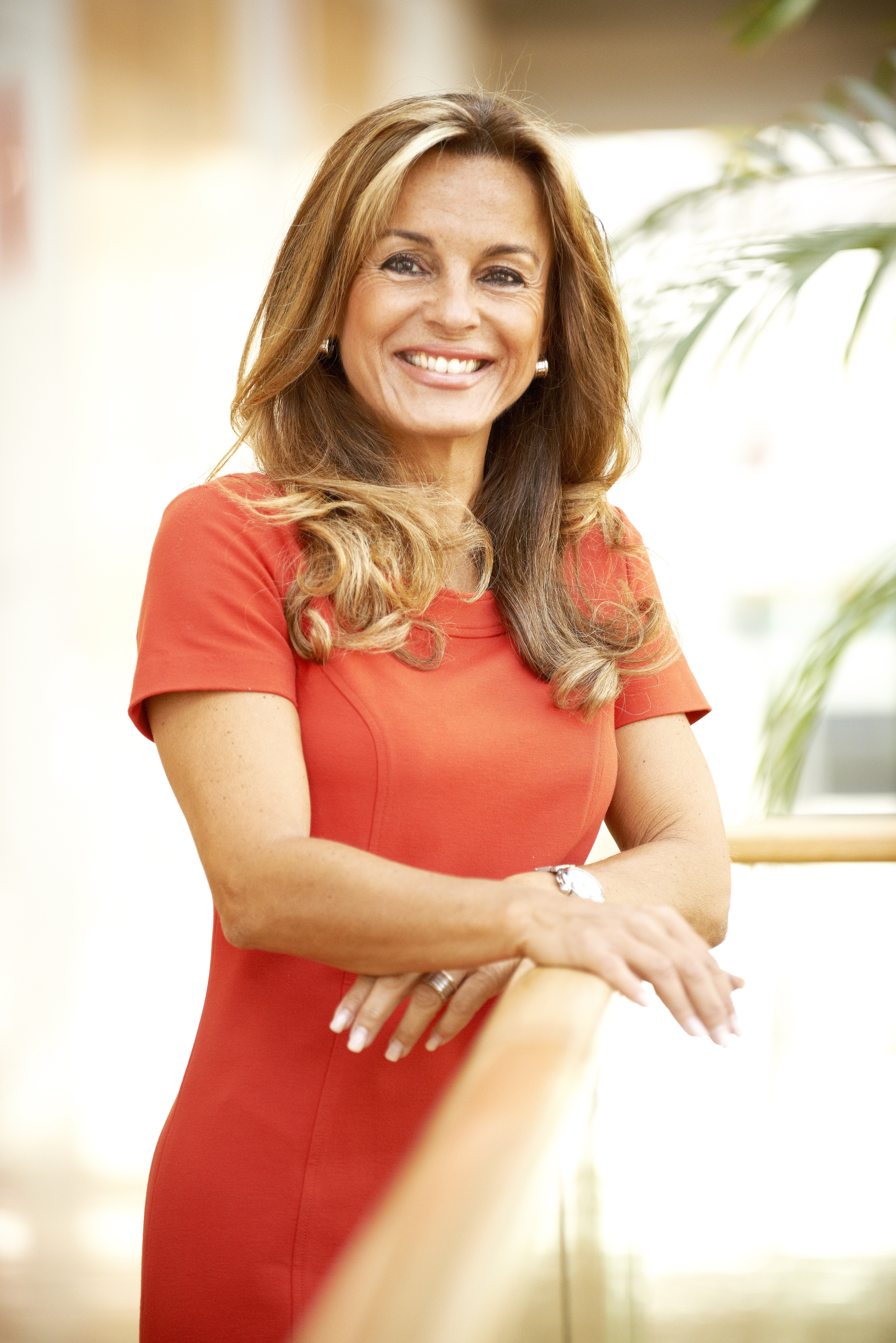
Michaela Noll (2012)

Michaela Marion Noll (geborene Tadjadod, persisch ميشائيلا تاجادود Mi[s]chaela Tadschadod; * 24. Dezember 1959 in Düsseldorf) ist eine deutsche Rechtsanwältin und Politikerin (CDU) und war von 2002 bis 2021 Mitglied des Deutschen Bundestages. Von Januar bis Oktober 2017 war sie Vizepräsidentin des Deutschen Bundestages. Von Anfang 2018 bis Anfang 2022 war sie Präsidentin der Deutschen Parlamentarischen Gesellschaft.

## Leben
Michaela Noll ist Tochter einer deutschen Mutter und des iranischen Bankiers Mostafa Tadjadod, der die iranische Bazargani-Bank gründete und in der Regierung Mohammad Reza Pahlavis als Wirtschaftsminister amtierte; später floh er aus dem Iran. Sie wuchs bei ihren Großeltern in einem Soldatenhaushalt im Rheinland auf. Aus ihrer ersten Ehe mit einem Rechtsanwalt hat sie einen Sohn (* 1991). 2002 heiratete sie ein zweites Mal und nahm kurz nach ihrer Wahl zur Bundestagsabgeordneten den Namen Noll an. Sie ist römisch-katholischer Konfession.

### Ausbildung und Beruf
Nach ihrem Abitur 1980 am Mataré-Gymnasium in Meerbusch absolvierte sie von 1981 bis 1982 eine Ausbildung zur Dolmetscherin für die Sprachen Englisch, Französisch und Spanisch. 1982 begann sie ein Studium der Rechtswissenschaft an der Universität zu Köln und an der Johann Wolfgang Goethe-Universität in Frankfurt am Main. Im Jahr 1987 legte sie ihr erstes und im Dezember 1991 ihr zweites juristisches Staatsexamen ab. von 1992 bis 1994 war sie in Erziehungszeit. Von 1994 bis 2002 war sie Referentin der Frauen-Union der CDU-NRW in Düsseldorf, seit 2001 ist sie als Rechtsanwältin zugelassen.

### Parteilaufbahn
Von 2010 bis 2012 gehörte Michaela Noll dem Landesvorstand der CDU Nordrhein-Westfalen an. Seit dem 4. November 2010 ist sie stellvertretende Vorsitzende des CDU-Kreisverbands Mettmann.

### Abgeordnetentätigkeit
Michaela Noll zog nach der Bundestagswahl 2002 über die Landesliste der CDU NRW und 2005 als direkt gewählte Abgeordnete in den Bundestag ein. Bei der Bundestagswahl 2005 erhielt sie in ihrem Wahlkreis Mettmann I 47,3 % (+5 Prozentpunkte) der Erststimmen. Diesen Erfolg wiederholte sie 2009, indem sie sich mit 44,4 % (−2,9 %p) gegenüber Peer Steinbrück (33,8 %) durchsetzte. Auch 2013 zog Michaela Noll als direkt gewählte Abgeordnete in den Deutschen Bundestag ein. Sie erhielt 49,5 % der Erststimmen; die CDU erhielt 43 % der Zweitstimmen. 2017 setzte sie sich mit 44,6 % der Erststimmen wieder als Direktkandidatin durch. Die CDU erhielt 34,0 % der Zweitstimmen.
Für die CDU/CSU-Bundestagsfraktion war Michaela Noll von 2002 bis 2013 ordentliches Mitglied im Ausschuss für Familie, Senioren, Frauen und Jugend und stellvertretendes Mitglied u. a. im Rechtsausschuss. Bis 2009 war sie zudem in der Kinderkommission des Deutschen Bundestages aktiv, 2006 als deren Vorsitzende. Zu Beginn der 17. Legislaturperiode wurde sie von ihren Fraktionskollegen zunächst zur Justiziarin gewählt. Am 1. April 2010 wurde ihr dann das Amt der Parlamentarischen Geschäftsführerin der CDU/CSU-Bundestagsfraktion anvertraut. Bestätigt wurde sie in diesem Amt am 13. Januar 2014. Als Parlamentarische Geschäftsführerin war sie Mitglied im Vorstand der CDU/CSU-Bundestagsfraktion und im Ältestenrat des Deutschen Bundestages.
Von 2014 bis Januar 2017 war sie ordentliches Mitglied im Verteidigungsausschuss. Am 19. Januar 2017 wurde sie als Nachfolgerin des Ende November 2016 verstorbenen Peter Hintze (CDU) zur Vizepräsidentin des Deutschen Bundestages gewählt. Dieses Amt hatte sie zum Ende der 18. Legislaturperiode am 24. Oktober inne.
In der 19. Legislaturperiode war sie ordentliches Mitglied im Ausschuss für Familie, Senioren, Frauen und Jugend sowie im Gemeinsamen Ausschuss. Zudem gehörte sie als stellvertretendes Mitglied dem Ausschuss für Recht und Verbraucherschutz an.
Am 26. April 2018 wählte die Mitgliederversammlung der Deutschen Parlamentarischen Gesellschaft (DPG) in Berlin Michaela Noll einstimmig zu ihrer Präsidentin. Damit trat die Bundestagsabgeordnete als erste Frau aus der CDU/CSU-Bundestagsfraktion in der 67-jährigen Geschichte der Gesellschaft in die Fußstapfen des langjährigen Präsidenten, des früheren Bundesforschungsministers Heinz Riesenhuber, der dieses Amt seit Januar 2006 innehatte.
Zur Bundestagswahl 2021 trat Noll nicht erneut an.

### Mitgliedschaften
Michaela Noll ist ordentliches Mitglied im Gemeinsamen Ausschuss von Bundesrat und Bundestag. Zudem ist sie Mitglied in der CDU-Arbeitsgemeinschaft Kommunalpolitik und im Parlamentskreis Mittelstand und gehört der Parlamentarischen Versammlung der NATO (North Atlantic Treaty Organisation) als stellvertretendes Mitglied an. Zudem ist sie Mitglied in verschiedenen Parlamentariergruppen: Mitglied der Deutsch-Schweizerischen Parlamentariergruppe, Mitglied der Deutsch-Slowenischen Parlamentariergruppe, Mitglied der Deutsch-Australisch-Neuseeländischen Parlamentariergruppe und Mitglied der Europa-Union Parlamentariergruppe Deutscher Bundestag.

### Sonstiges Engagement, Ehrungen und Auszeichnungen
Michaela Noll ist Präsidentin vom Förderkreis ZNS Langenfeld e. V., der unter anderem durch das ZNS-Sommerfest in Langenfeld die ZNS – Hannelore Kohl Stiftung finanziell unterstützt. Zudem ist sie Schirmherrin des Franziskus-Hospizes Hochdahl in Erkrath, von „Zündstoff – die 2. Chance“, einem Projekt für schulmüde Jugendliche vom SKFM Erkrath e. V. und vom Förderkreis Kipkel e. V. in Haan, einem Präventionsangebot für Kinder psychisch kranker Eltern. Zudem ist sie Schirmherrin des Bundesverbands Herzkranke Kinder e. V.
Am 14. Dezember 2016 händigte Bundestagspräsident Norbert Lammert Michaela Noll in Berlin das Verdienstkreuz am Bande des Verdienstordens der Bundesrepublik Deutschland aus, das Bundespräsident Joachim Gauck ihr in Anerkennung ihrer parlamentarischen Tätigkeit im Deutschen Bundestag und ihres weitgehenden gesellschaftspolitischen Engagements verliehen hat.
Am 7. März 2023 wurde sie mit dem Verdienstorden des Landes Nordrhein-Westfalen ausgezeichnet.